# Lycaena orus
Lycaena orus är en fjärilsart som beskrevs av Pieter Cramer 1782. Lycaena orus ingår i släktet Lycaena och familjen juvelvingar. Inga underarter finns listade i Catalogue of Life.
Arten förekommer med flera små populationer i södra Sydafrika. Den lever i gräsmarker och buskskogar upp till 750 meter över havet. Larverna hittas ofta på Polygonum undulatum och Rumex lanceolatus.
Beståndet hotas av landskapsförändringar och av bränder. Hela populationen anses vara stor. IUCN listar arten som livskraftig (LC).

## Bildgalleri

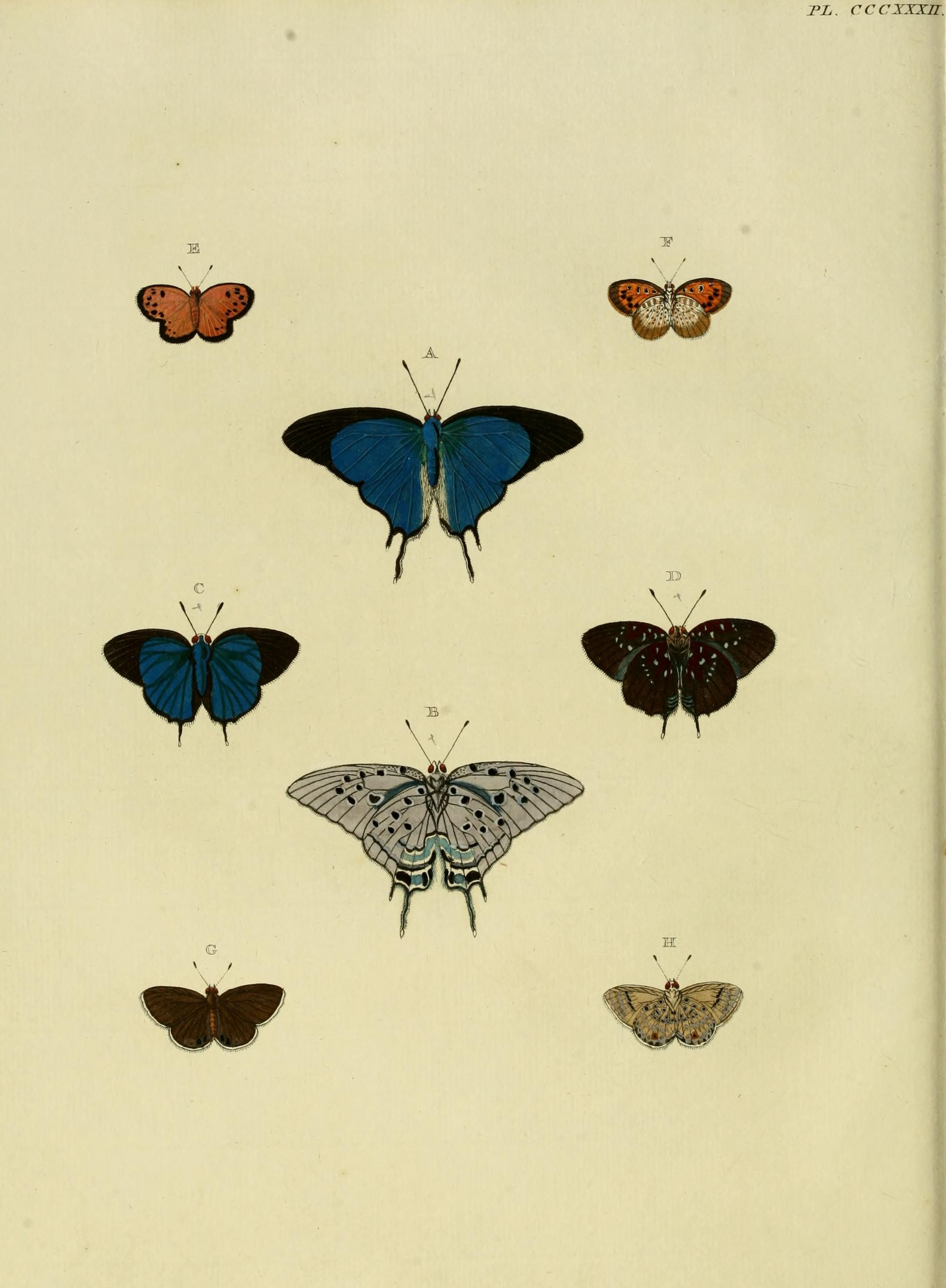